# Randufe (Tuy)
Santa María da Guía de Randufe es una parroquia del concejo de Tuy, en Pontevedra, España. Según el padrón municipal de habitantes del 2004, tenía entonces 2 077 habitantes (1 071 mujeres y 1 006 hombres), distribuidos en 26 entidades de población, lo que supone una disminución en relación con el año 1999, cuando tenía 2 138 habitantes.
En Randufe nació el arzobispo Manuel Lago González.

## Lugares de Randufe
| - A Abelleira - Arcos - Bermún - As Bornetas - Camiño Branco - Casas Novas - As Chans do Carrasco - Corvaceiras - Cotarel | - Coto de Gaio - Cruceiro - Dices - A Estrada - O Gateño - A Guía - A Leiriña - O Lugariño - O Matelo | - O Montiño - O Outeiro - Pociño - Postes - Quiringostas - O Remesal - Sombraboa - O Souto - As Valiñas |